# Шахівниця (геральдика)
Шахівни́ця (польськ. szachownica, хорв. šahovnica — шахова дошка) — один з варіантів геральдичного поділу щита, що являє собою поєднання рівної кількості розтинів і перетинів. Шахівниця використовується в геральдиці, наприклад на прапорах і гербах.

## Хорватія

Шахівниця на гербі Хорватії

Червоно-біла шахівниця служить геральдичним символом Хорватської держави, була присутня на гербі країни протягом усієї історії, включаючи період Соціалістичної республіки Хорватія у складі Югославії (див. Герб Хорватії).
Перша поява шахівниці як державний символ відносяться до періоду правління короля Хорватії Степана Држислава (X століття).
Найстаріші з збережених документів з шахівницею як державний символ належать початку XVI століття, коли вона була частиною герба Габсбургів і символізувала союз племен червоних і білих хорватів. Існує історично непідтверджена легенда про появу шахівниці після виграшу у шахи хорватським королем 
Світлославом Сурон'єм у венеціанського дожа в партії, ставкою в якій була Далмація
.
В 1941—1945 роках і в 1990—1991 роках хорватська шахівниця зображувалася на гербі в негативному варіанті з білим квадратом у лівому верхньому кутку
.
У 1990 року шахівницю було поміщено і на прапор Хорватії замість югославської червоної зірки.  Хорватська шахівниця складалася з 25 квадратів білого і червоного кольору, збудованих у 5 рядів, тобто повторював Усташський варіант шахівниці.  У 1991 році він був замінений на варіант, що починається з червоного квадрата, який використовується Хорватією і досі.

## Чехія

Герб Моравії

Червоно-біла шахівниця є елементом історичного герба Моравії історичної області Чехії. А саме червоно-біла (на лазуровому тлі) шахівниця прикрашає Моравського орла як головну геральдичну фігуру Моравії. На думку більшості дослідників шахівниця на гербі Моравії походить від хорватської шахівниці.

## Польща

Емблема Повітряних сил Польщі

Червоно-біла «авіаційна шахова дошка» — розпізнавальний знак Повітряних сил Польщі польських ВВС з моменту заснування в 1918 році. А також червоно-біла шахівниця є присутньою на ряді гербів польських міст як: Богушув-Горце,
Ґоліна, Каліш.
Шахівниця використовується на гербах польських дворянських родів Вчолі (жовто-срібно-біла шахівниця), Рогань-Збогунський (червоно-чорна шахівниця)
і Гуровський (синьо-біла шахівниця).

## Німеччина

Герб міста Бад-Гоннеф

Шахівниця присутня в ряді геральдичних символів історичних областей, земель, міст і аристократичних родів Німеччини.  Наприклад міста Бад-Гоннеф (синьо-біла шахівниця), громади Свістталь (червоно-біла), району Тельтов-Флемінг (чорно-біла), міста Треббін (чорно-біла), міста Фечау (синьо-біла), міста Ельріх (червоно-біла).

## Франція

Герб міста Дре

Шахівниця синьо-жовтого кольору використовується на гербі міста
Дре.

## Інші приклади
- Чорно-біла шахівниця на прапорі використовується в системі перегонних (гоночних) прапорів, для позначення фінішу.
- Два прапори з шахівницею використовуються в системі міжнародних морських сигнальних прапорів. Такими прапорами є прапор «Новембер» (Негативна відповідь) з синьо-білою шахівницею і прапор «Уніформ» (Йдете на небезпеку) з червоно-білою шахівницею.
- Чорно-біла шахівниця використовується музикантами та шанувальниками музичного стилю ска.
- Рожево-чорна шахівниця використовується в субкультурі емо.
- Інколи шахівниця використовується під час гри в футбол на кутових прапорах і прапорах арбітрів.